# Festival de Bayreuth
Le Festival de Bayreuth (Bayreuther Festspiele) est un festival d'opéra fondé en 1876 par Richard Wagner et consacré à l'exécution de ses dix principaux opéras. Il se tient chaque été au palais des festivals (Festspielhaus) de Bayreuth, en Bavière, un théâtre conçu par Wagner pour pouvoir réaliser sa conception particulière de l'ouvrage lyrique comme « œuvre d'art totale ».
Il s'agit de l'un des festivals de musique classique les plus prestigieux au monde, qui attire chaque année sur la « Colline verte » (appelée aussi « Colline sacrée » par les wagnérophiles français), des passionnés dont beaucoup ont dû parfois attendre jusqu'à onze années pour obtenir des places, la demande étant plus de dix fois supérieure à l'offre. Ce succès, qui pourrait paraître surprenant pour un festival n'ayant à son répertoire que dix opéras inlassablement remis sur le métier, s'explique par le très haut niveau des partitions et des interprètes (chanteurs, chœurs, instrumentistes et chefs), une complexité et une richesse philosophique des livrets qui permettent une grande créativité et une diversité des mises en scène (voir ci-dessous L'atelier Bayreuth), le scandale qui a accompagné certaines productions des trois dernières décennies, le prestige d'un lieu conçu par Wagner lui-même, la véritable passion (qui confine parfois au fanatisme) dont son œuvre est l'objet, le contexte historique (Louis II de Bavière) et l'existence de cercles wagnérophiles dans de nombreuses villes à travers le monde, fervents et actifs soutiens du Festival dès l'origine.
Le Festival a le quasi-monopole de la billetterie et seules deux ou trois représentations à guichets fermés, données une heure avant le début habituel des opéras (16 heures ou 18 heures), sont réservées aux voyagistes musicaux, qui amènent leurs clients en car le jour même de la représentation et repartent après cette dernière.
Les principaux personnages et certains interprètes des opéras de Richard Wagner ont donné leur nom à une rue de Bayreuth (de Amfortasweg à Wotanstraße (de)).

## Histoire

### Origine

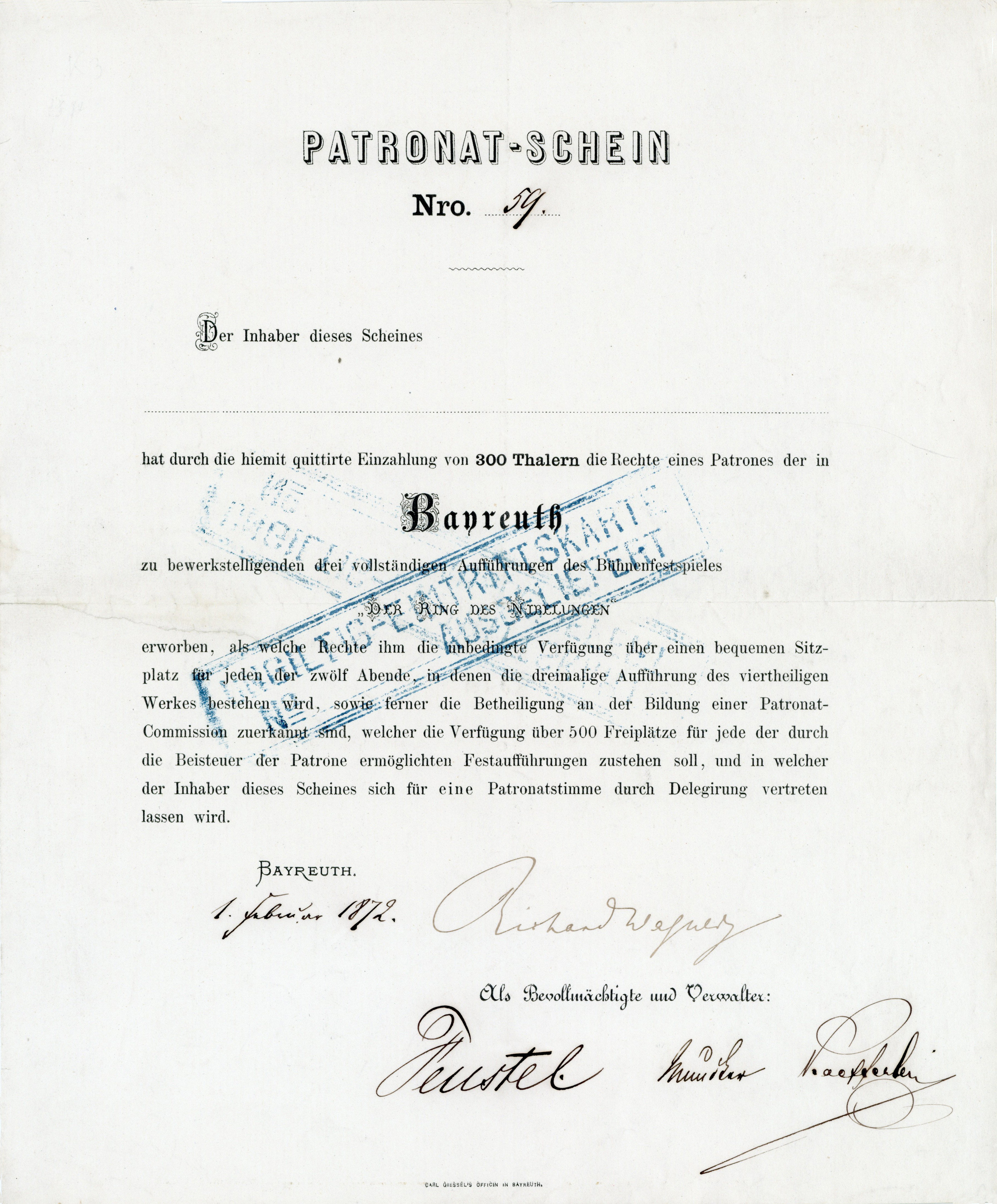
Certificat de patronage pour le financement du festival de Bayreuth, émis le 1er février 1872, signé en original par Richard Wagner. En payant 300 thalers, le détenteur du billet acquérait le droit d'assister à trois représentations du jeu de scène Der Ring des Nibelungen.

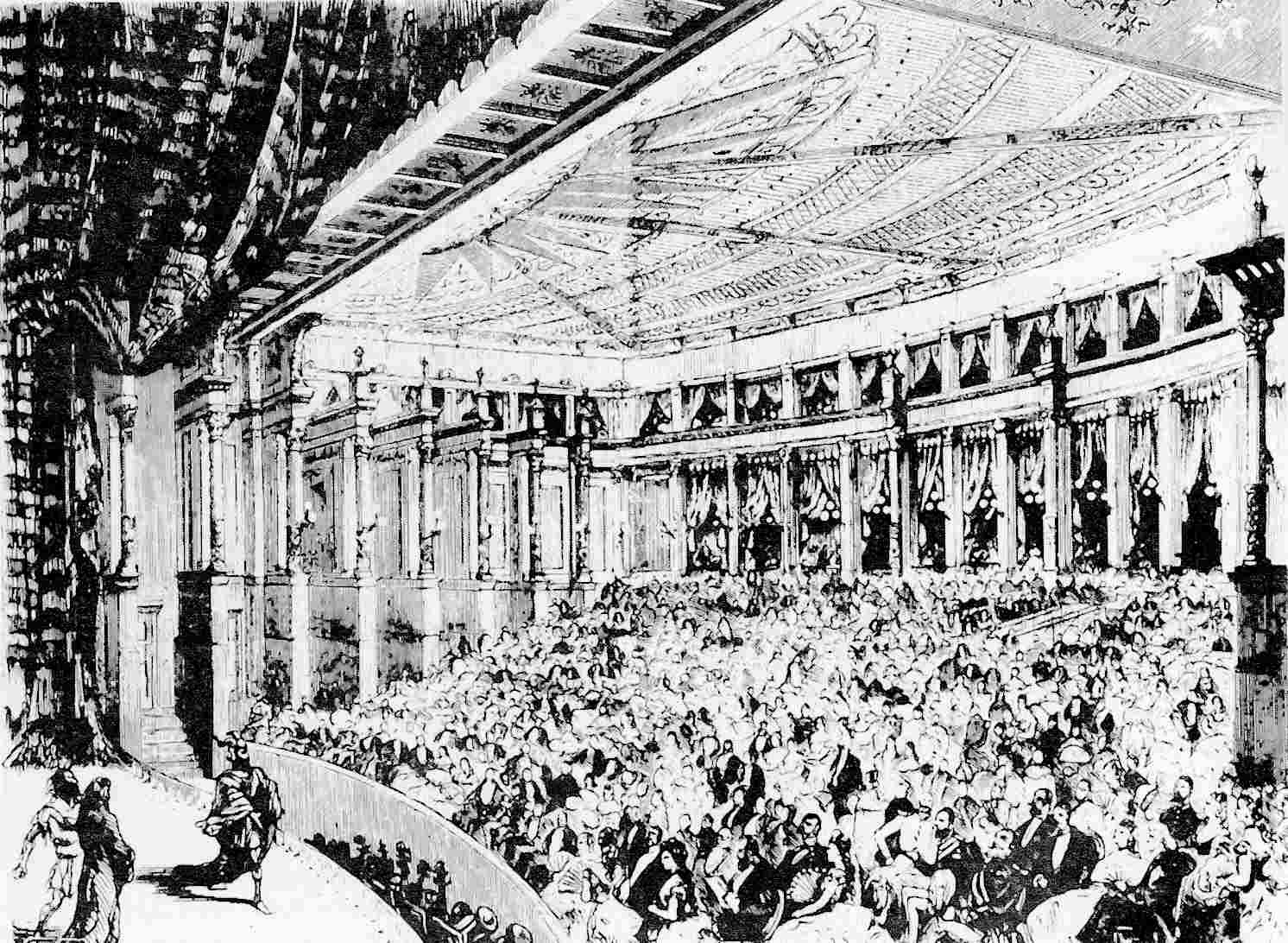
13 août 1876, Bayreuth - Première de L'Or du Rhin.

Le Festival de Bayreuth est né de la volonté de Richard Wagner de créer un lieu et un mode de production susceptibles de réaliser sa conception d'un « opéra de l'avenir » conçu comme une « œuvre d'art totale » (« Gesamtkunstwerk »).
Wagner cherchait également à assurer son indépendance financière et artistique. Une brouille avec son protecteur et mécène, le roi Louis II de Bavière, provoqua sa disgrâce et son départ de Munich, où il avait d'abord songé à installer son festival. Il envisagea de le fixer à Nuremberg, ville qu'il avait honorée dans son opéra Les Maîtres Chanteurs de Nuremberg. Cependant, sur le conseil du chef d'orchestre Hans Richter, il s'intéressa à la ville de Bayreuth, en Franconie, qui réunissait trois grands avantages :
- Un théâtre réputé, l'Opéra des Margraves (Markgräfliches Opernhaus), construit entre 1745 et 1748, dont la taille et la bonne acoustique étaient supposées pouvoir convenir à ses projets.
- Une localisation hors des régions dans lesquelles il avait cédé ses droits sur les représentations de ses œuvres, en 1864, en raison de difficultés financières.
- L'absence de réelle vie culturelle susceptible de faire concurrence à la maîtrise artistique qu'il recherchait, ce qui l'assurait que son festival serait le principal événement culturel de la ville.

En avril 1870, Wagner et sa femme Cosima se rendent à Bayreuth. Ils sont déçus par leur visite de l'Opéra, conçu pour des formations baroques et inadapté aux mises en scène complexes et aux grands orchestres requis par une production wagnérienne. Cependant la municipalité se déclare prête à aider Wagner à construire un théâtre entièrement nouveau, et la date du premier festival est fixée à 1873. Ayant échoué au printemps 1871 à convaincre le Chancelier impérial Otto von Bismarck de financer ses projets, Wagner entame une tournée de concerts à travers l'Allemagne. Il lance également une souscription publique dont le résultat est cependant décevant. Pour financer son futur festival et son théâtre, Wagner, sur la suggestion de son admirateur et ami Emil Heckel, encourage la création d'un certain nombre de Sociétés Wagner censées participer à la souscription. Il s'en crée notamment à Leipzig, Berlin et Vienne.
Il apparaît cependant clair à la fin de l'année 1872 que Wagner a échoué à lever les fonds nécessaires à l'organisation d'un festival, malgré l'aide des Sociétés qui insistent sur son statut de musicien de l'Allemagne nouvelle. Un nouvel appel à Bismarck en août 1873 échoue. En dernier ressort, Wagner fait appel à son ancien mécène Louis de Bavière qui, malgré leur querelle passée, lui fait don en janvier 1874 de 100 000 thalers.
La première pierre du Festspielhaus, conçu d'après un plan de Gottfried Semper, est posée le 22 mai 1872. Le premier festival, prévu pour 1875, doit finalement être repoussé à 1876. Il doit voir la première représentation intégrale de la tétralogie L'Anneau du Nibelung, les deux premiers opéras ayant été créés précédemment à Munich sur l'insistance de Louis II, et les deux derniers étant donnés en création mondiale.

### Les premières années
Le premier Festival à l'été 1876, pour la première représentation complète de L'Anneau du Nibelung, du 13 au 17 août, est un phénomène social et culturel. Bayreuth accueille les empereurs Guillaume Ier d'Allemagne et Pierre II du Brésil, ainsi que Louis II de Bavière qui garde sa visite secrète — probablement pour ne pas rencontrer l'empereur —, et de nombreux artistes comme les compositeurs Anton Bruckner, Edvard Grieg, Franz Liszt, Camille Saint-Saëns, Hans Rott et Piotr Tchaïkovski. Grand succès artistique, le Festival est cependant un désastre financier, ce qui pousse Wagner à abandonner l'idée d'une deuxième session l'été suivant et à donner une série de concerts à Londres pour lever des fonds. Les premières années seront difficiles et le Festival ne pourra se maintenir que grâce à des subventions de l'État et de wagnériens, au premier rang desquels Louis II de Bavière. Un deuxième Festival a lieu en 1882, pour la création de Parsifal le 26 juillet.
Dès le début, les chefs d'orchestre et les chanteurs les plus talentueux du monde viennent à Bayreuth, certains sans cachet. Hans Richter dirige L'Anneau de 1876, avec comme assistant le jeune Engelbert Humperdinck, un familier des Wagner. En 1882, en dépit de son antisémitisme avéré, Wagner choisit pour la création de Parsifal le chef juif Hermann Levi ; celui-ci reviendra régulièrement au pupitre du Festspielhaus pendant les deux décennies suivantes. Felix Mottl, qui sert le Festival de 1876 à 1901, dirige l'entrée au répertoire de Tristan et Isolde en 1886.

### Le règne de Cosima
Après la mort de Richard Wagner en 1883, Cosima, bientôt aidée par leur fils Siegfried, et pour les aspects financiers par Adolf von Groß, s'attache à maintenir le Festival et le programme sur un rythme bisannuel. Elle le dirige de 1883 à 1908, date à laquelle Siegfried lui succède, mais elle reste l'âme du Palais des Festivals jusqu'à sa mort en 1930. Siegfried ne lui survit que de quelques mois.
Persuadée d'être l’unique dépositaire des volontés du Maître, Cosima fait du Festival une célébration du culte de son défunt mari. Les productions – mises en scènes, décors et costumes, naturalistes – sont conservées en l'état et programmées festival après festival, avec l'aide du décorateur Max Brückner. Jusqu'aux années 1920, la parole du Maître est loi sur la Colline sacrée, jusqu'à son insistance sur l'utilisation de vrais animaux sur la scène, des oies avec Fricka, un crapaud pour Alberich, des corbeaux avec Wotan, un ours avec Siegfried. Les Filles du Rhin, dans le premier tableau de L'Or du Rhin, sont montrées « nageant » grâce à un système de câbles attachés au plafond.
Cosima œuvre également à faire respecter le privilège de trente ans obtenu par le Festival pour Parsifal. Elle ne peut cependant empêcher le Metropolitan Opera de New York de le monter dès 1903, mais bannira (« excommuniera », diront certains) du Festival les chanteurs qui braveront son interdiction d'une représentation hors du Festspielhaus. Parsifal tombe dans le domaine public en 1912.
Cosima Wagner exigeait des chanteurs une fidélité et une loyauté totales, déclarant également : « Je n'ai pas besoin de gens qui ne savent que chanter, il me faut des acteurs chantants », encourageant ainsi un style scénique expressionniste qui se retrouve dans un chant guttural. Contrairement à son mari qui n’avait pas préparé sa succession, elle mit en place un véritable régime dynastique et régenta Bayreuth avec une énergie peu commune doublée d’une rigidité doctrinaire souvent dénoncée, si bien qu'on la surnomma « La maîtresse de la Colline » ou encore « La reine veuve de Bayreuth ». En réalité, elle n'était pas seule, et son pouvoir lui vient d'une totale abnégation d'une équipe : son fils, ses filles, les chefs d'orchestre, « dix seulement entre 1876 et 1914, en 22 festivals et 380 représentations - c'est là l'un des secrets du rayonnement de Bayreuth et de sa réputation musicale -, tous pratiquent l'abnégation. » Les dix chefs d'orchestre de cette période sont : Hermann Levi, Franz Fischer pour Parsifal, Hans Richter pour Les Maîtres chanteurs de Nuremberg et le Ring, auxquels s'ajoutent Anton Seidl, Felix Mottl (le seul qui dans l'histoire du Festival dirigera les dix ouvrages), Richard Strauss, Karl Muck (qui dirige Parsifal de 1901 à 1930), Franz Beidler, Michael Balling (qui dirige le Ring jusqu'en 1925), et surtout Siegfried Wagner qui débute en 1896.

### Bayreuth à l'époque du national-socialisme

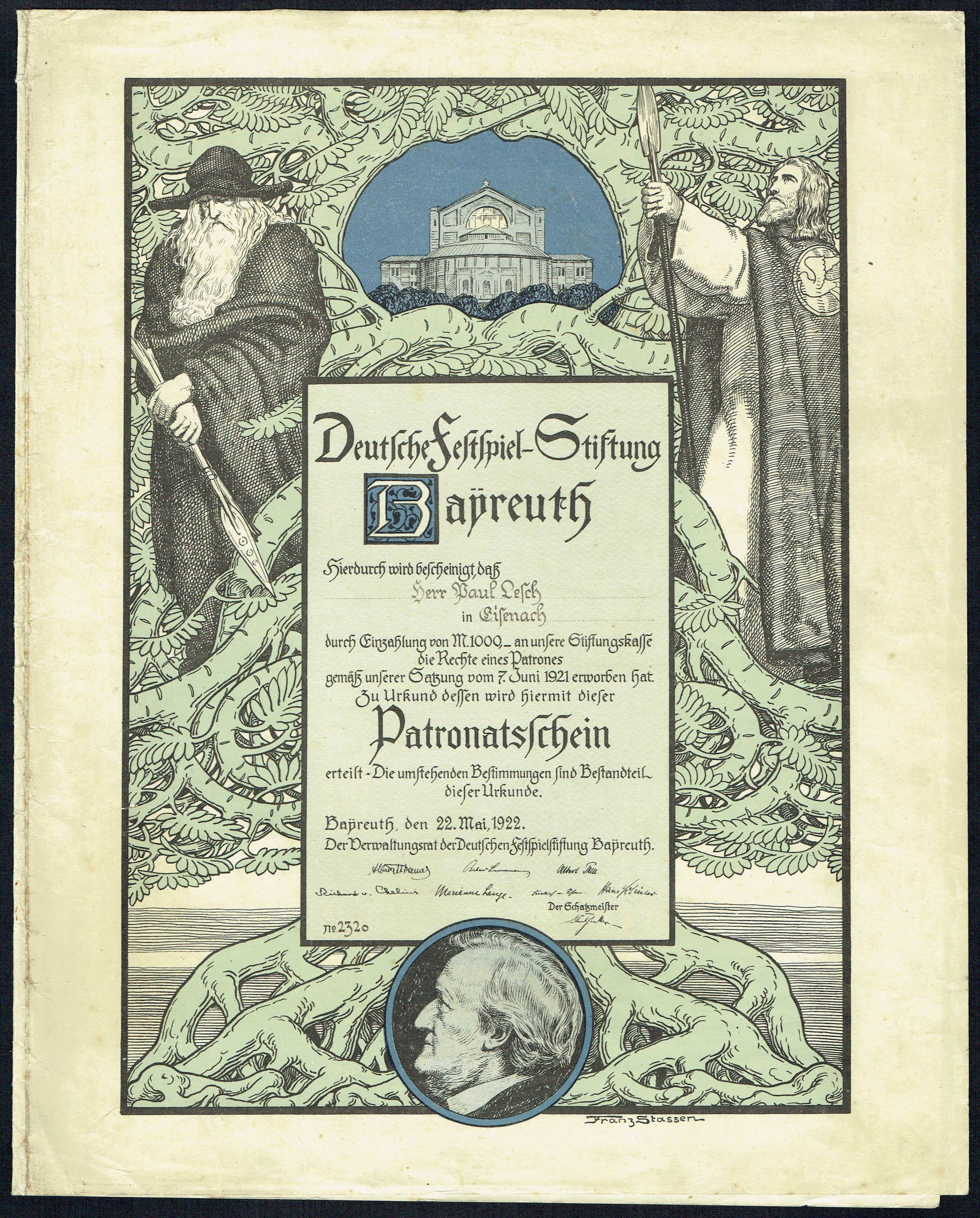
Certificat de patronage pour le financement du festival de Bayreuth, daté du 22 mai 1922.

Dans les années 1920, Winifred Wagner, épouse de Siegfried Wagner et directrice du Festival à partir de 1930, rencontre Adolf Hitler dont elle devient une amie personnelle et un soutien convaincu. Hitler est dès cette époque un intime de la famille Wagner, au point que les enfants le surnomment « oncle Wolf » et que des rumeurs de mariage avec Winifred, veuve depuis 1930, courent en 1933, après son accession au poste de chancelier du Reich. C'est grâce à son soutien que le Festival peut se maintenir pendant le Troisième Reich et, selon Winifred, conserver son « indépendance artistique » ; Hitler assiste d'ailleurs à des représentations auxquelles participent des artistes juifs ou étrangers, longtemps après qu'ils ont été bannis des autres théâtres allemands. Hitler montre tant d'admiration pour Wagner et tant de vénération envers sa famille et son Festival qu’à la demande de Winifred il écrit au chef d'orchestre italien Arturo Toscanini, pourtant un antifasciste résolu, pour le prier de prendre la tête du Festival, ce que Toscanini refuse.

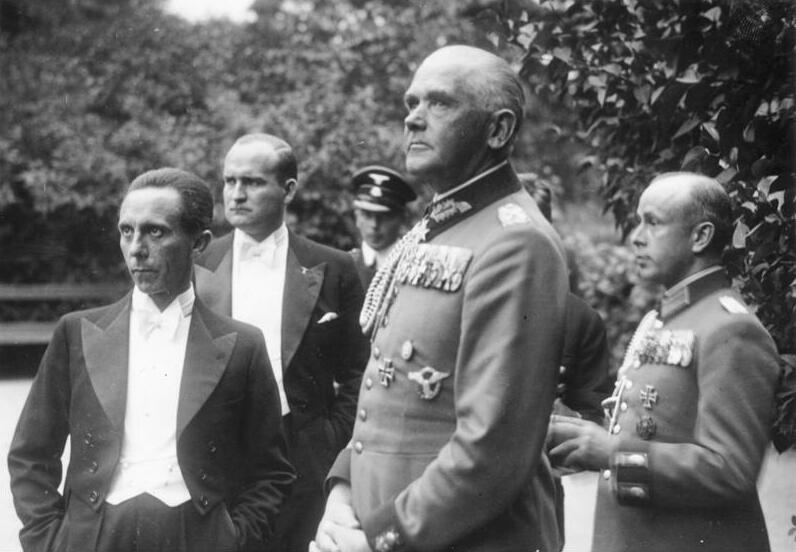
Juillet 1937 pendant une pause : Goebbels (à gauche), ministre de la Propagande, en compagnie de Blomberg (au centre), ministre de la Guerre.

Les années 1930 voient cependant un renouvellement artistique pour le Festival. Les décors et costumes de Parsifal, inchangés depuis la création en 1882, étaient si détériorés que la sécurité des représentations n'était plus assurée et que Winifred décide en 1933 de monter une production entièrement nouvelle. Malgré les protestations de Toscanini, Richard Strauss et de certains membres de la famille Wagner, Winifred, avec l'approbation de Hitler, engage l'intendant de l'Opéra d'État de Berlin Hans Tietjen pour une nouvelle production en 1934, dans des décors d'Alfred Roller et Emil Preetorius. Tietjen et Preetorius réaliseront les autres productions de cette décennie, à l'exception du Parsifal de 1937 dont les décors étaient signés par le jeune Wieland Wagner, fils aîné de Winifred.
Pendant la Seconde Guerre mondiale, le Festival est mis à la disposition du parti nazi et les représentations réservées à partir de 1940 à des soldats blessés au front, « invités du Führer ». Les Maîtres Chanteurs, facilement détournable dans le sens d'une propagande ultra-nationaliste, est la seule œuvre à l'affiche en 1943 et 1944.

### Le nouveau Bayreuth
En 1945, il est hautement incertain que le Festival de Bayreuth puisse jamais rouvrir. La participation du Festival à la politique culturelle du national-socialisme, l'intimité de la famille Wagner avec Hitler, l'utilisation de Wagner par la propagande du régime, les difficultés de l'Allemagne d'après-guerre et notamment la destruction des deux tiers de la ville de Bayreuth par les combats et bombardements alliés, concourent à l'associer avec le nazisme sur le rejet duquel se construit la jeune République fédérale. Pendant plusieurs années, le Palais des Festivals est utilisé comme théâtre par l'armée américaine. Un tribunal condamne Winifred Wagner pour son soutien aux Nazis, et lui interdit de diriger le Festival, dont elle transfère la direction à ses deux fils Wieland et Wolfgang.
Afin de rompre avec ce passé encombrant, Wieland, secondé par Wolfgang, décide de donner au Festival de Bayreuth une orientation esthétique radicalement nouvelle, connue sous le nom de « nouveau Bayreuth ». Le 29 juillet 1951, le premier festival d'après-guerre est inauguré par une Neuvième Symphonie de Beethoven dirigée par Wilhelm Furtwängler, dont l'enregistrement par Walter Legge, publié en 1954 par « La voix de son maître », est considéré depuis par toute la critique musicale, d'André Tubeuf à John Ardoin, comme un sommet du genre. Mais si Les Maîtres Chanteurs de Rudolf Hartmann sont montés dans la veine traditionnelle, Parsifal et L'Anneau du Nibelung constituent un choc pour les habitués. Les décors naturalistes et réalistes font place à un espace scénique minimaliste et elliptique qui permet de viser le sens profond de l'œuvre dégagée de tout contexte ou de toute récupération politique. Jusqu'à sa mort en 1966, Wieland soumet à ce traitement tous les opéras de son grand-père, remettant ses productions sur le métier face aux critiques qui l'accusent de sacrifier la tradition.
Wolfgang Wagner signe également quelques mises en scène, mais la critique leur reproche leur manque d'inspiration et leur faiblesse par rapport à celles de Wieland. Il se concentre donc sur le travail administratif.

### L'atelier Bayreuth
Après la mort de Wieland en 1966, son frère Wolfgang conserve la direction du Festival, mais ne pouvant se charger seul de tous les aspects administratifs et artistiques, il commence dans les années 1970 à inviter un certain nombre de metteurs en scène dans ce qu'il surnomme le Werkstatt Bayreuth (atelier Bayreuth). Il vise ainsi à donner aux metteurs en scène les plus novateurs du moment la possibilité de présenter des visions radicalement nouvelles des œuvres de son grand-père. Ce changement permet au Festival de se renouveler plutôt que de reprendre les mêmes productions pendant des décennies. Le cinéaste Ingmar Bergman, bien que rendu crédible par Trollflöjten, sa version télévisée de La Flûte enchantée de Mozart en 1975 pour la télévision suédoise, décline une proposition de devenir directeur.
La production la plus célèbre de cette époque, et peut-être de toute l'histoire du Festival, est le « Ring du centenaire », présenté en 1976, à l'occasion du centenaire du Festival et du vingt-cinquième anniversaire de la réouverture, par une équipe française composée du metteur en scène Patrice Chéreau, du chef d'orchestre Pierre Boulez, du décorateur Richard Peduzzi et du costumier Jacques Schmidt. Faisant de la tétralogie une lecture prenant sa source dans la jeunesse socialiste de Wagner, Chéreau la montre comme un commentaire de l'exploitation de la classe ouvrière par les classes possédantes du XIXe siècle et une dénonciation de l'or corrupteur. 

Le 20 août 1977, pendant une représentation de Siegfried, 2e journée de L'Anneau du Nibelung, René Kollo qui tient le rôle-titre et s'est précédemment foulé une cheville ou cassé un pied, au cours d'une partie de pêche, est remplacé par Patrice Chéreau qui assure la mise en scène. En l'absence de doublure, ce dernier « mime » le rôle sur scène, pendant que le ténor interprète la partie chantée dans les coulisses,. L'annonce de ce remplacement partiel récolte des applaudissements nourris en même temps que des sifflets et des huées, les uns et les autres renouvelés à la fin du premier acte et lorsque les deux Siegfried viennent saluer à l'issue du spectacle, mais néanmoins suivis de trente-cinq minutes d'applaudissements seuls,,.

Si la mise en scène de Chéreau a causé un scandale lors des premières représentations, elle a finalement gagné l'assentiment de tout le public du Festival et a été saluée par quatre-vingt-cinq minutes d'applaudissements et cent un levers de rideau, lors de la dernière représentation, le 26 août 1980,.
Ont également participé à l'« atelier Bayreuth » le Français Jean-Pierre Ponnelle, Sir Peter Hall de la Royal Shakespeare Company, Götz Friedrich du Deutsche Oper Berlin, Harry Kupfer de l'Opéra d'État de Berlin et Heiner Müller du Berliner Ensemble. À long terme, la décision de Wolfgang Wagner d'inviter des metteurs en scène novateurs a abouti à un profond renouvellement du Festival et à son maintien comme fer de lance du wagnérisme.
En 1973, le Festival et ses bâtiments (Festspielhaus et Villa Wahnfried) sont transférés à la Fondation Richard-Wagner de Bayreuth, dont le conseil d'administration regroupe des membres de la famille Wagner et des représentants de l'État. Wolfgang Wagner en devient président.

### Bayreuth au début duXXIesiècle

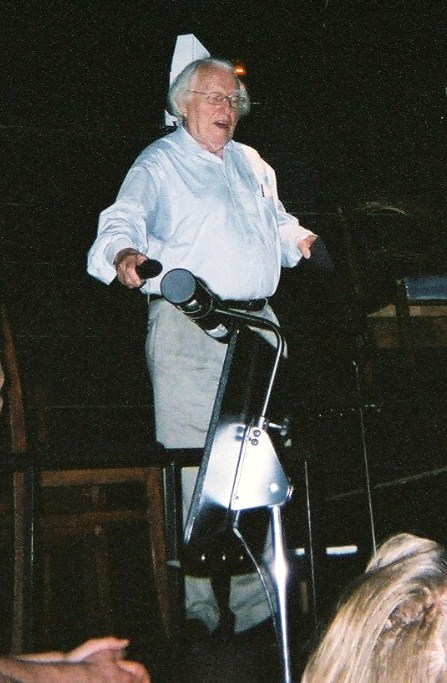
Conférence de Wolfgang Wagner dans la fosse du festspielhaus en 2004.

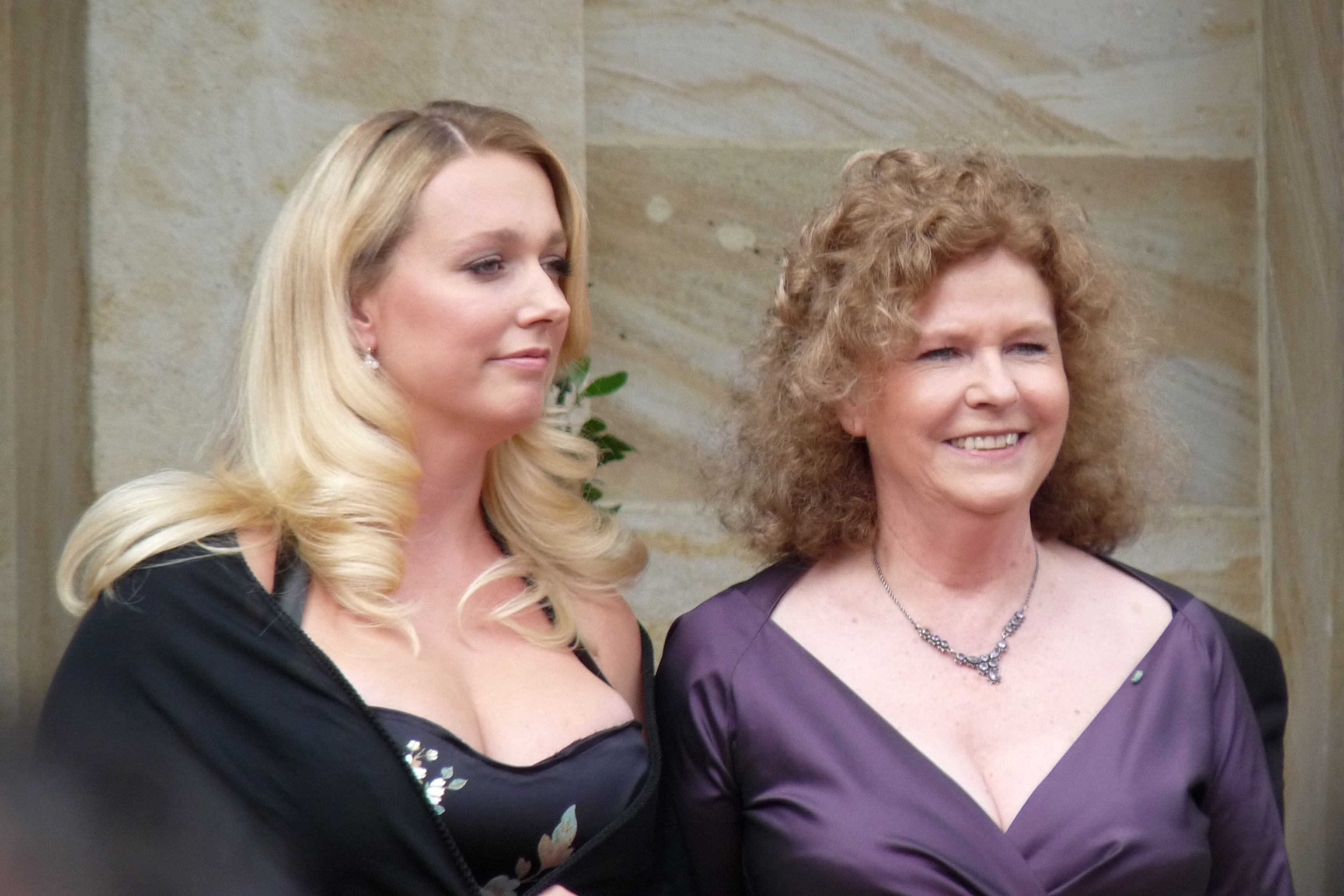
Katharina et Eva Wagner en 2009.

Avant chaque représentation, le festivalier s'installe à l'hôtel mais le vrai wagnerophile loge chez l'habitant, effectue un pèlerinage le matin à la Wahnfried, la maison de Wagner, puis s'habille (smoking ou robe de soirée) et se rend l'après-midi (les représentations commencent en effet dès ce moment de la journée), au Palais des Festivals, gravissant à genoux la « Colline verte » puis attendant quelques minutes avant l'entrée que la fanfare des cuivres joue les thèmes principaux de l'œuvre et que les « blaue Mädchen » (de) (les « filles en bleu », c'est-à-dire les ouvreuses) les placent dans la salle de spectacle.
Jusqu'au 1er septembre 2008, le Festival est dirigé par Wolfgang Wagner, petit-fils du compositeur, maintenu à son poste bien que le conseil d'administration de la Richard-Wagner-Siftung ait en 2001 élu sa fille Eva Wagner-Pasquier pour lui succéder à partir de 2002 ; Wolfgang Wagner rejette cette élection, provoquant le retrait d'Eva, et entend transmettre la direction à sa femme Gudrun et leur fille Katharina. Nike Wagner, fille de Wieland, fait également acte de candidature. La possibilité qu'un non-Wagner accède à la tête du Festival est également évoquée.
Le 1er septembre 2008, le conseil d'administration décide de confier la direction du Festival conjointement à Eva Wagner-Pasquier et Katharina Wagner.
Une nouvelle production de la tétralogie L'Anneau du Nibelung est créée tous les cinq à sept ans, après une année sans tétralogie ; la dernière (par Tankred Dorst) vient d'être présentée à l'été 2006. 2013 verra l'apparition d'une nouvelle production de la tétralogie créé par Frank Castorf. Parmi les six autres opéras au répertoire, trois sont programmés les années de tétralogie, et cinq les années sans tétralogie.
En juillet 2007, Katharina Wagner a présenté une mise en scène des Maîtres Chanteurs qui a provoqué la colère d'une partie du public. Cette mise en scène renverse l'approche habituelle et fait de Beckmesser un artiste d'avant-garde tandis que Sachs et Walther se retrouvent dans le camp des conservateurs. Cette approche est fondée sur une analyse de la partition par le musicologue Gerd Rienäcker (pour lui, le rôle de Beckmesser "contient des innovations musicales frappantes" qui annoncent Berg et Stravinsky) et du livret par le compositeur Ernest Bloch qui voit dans le détournement du texte de Sachs "quelque chose comme la naissance de Dada".
 Selon le journal Le Point du 25 juillet 2012, « depuis plusieurs années, Bayreuth semble avoir perdu de son éclat » et « pour certains, la responsabilité du déclin incombe aux filles de Wolfgang » chargées de la direction du festival depuis 2008.
Le Festival maintient sans difficulté son succès : en 2012, il y a environ cinq cent mille demandes pour les cinquante-huit mille places mises en vente chaque été, soit plus de huit demandes par place. Le Kartenbüro (bureau des billets) attribue les places selon un système de liste d'attente, avec toutefois une priorité pour les membres de certains cercles wagnériens et les mécènes. Le temps d'attente peut varier entre cinq et onze ans selon l'ancienneté de la production et selon l'opéra concerné.
En 2015, Eva démissionne, laissant Katharina seule directrice.

## Répertoire
Les dix opéras de maturité de Wagner sont joués au Festival de Bayreuth :
- Le Vaisseau fantôme (1843)
- Tannhäuser (1845)
- Lohengrin (1848)
- Tristan et Isolde (1859)
- L'Anneau du Nibelung
  - L'Or du Rhin (1856)
  - La Walkyrie (1857)
  - Siegfried (1871)
  - Le Crépuscule des dieux (1874)
- Les Maîtres Chanteurs de Nuremberg (1867)
- Parsifal (1882)

La Neuvième Symphonie (1824) de Beethoven est la seule œuvre du répertoire du Festival à ne pas avoir été composée par Wagner ; elle est parfois donnée en guise de concert d'ouverture. Le Festival a de plus programmé six concerts exceptionnels depuis sa création.
Il est parfois question d'ouvrir le répertoire aux opéras de jeunesse de Wagner, Les Fées (1833), La Défense d'aimer (1836) et Rienzi (1837), voire à des œuvres lyriques l'ayant influencé, comme Fidelio (1814) de Beethoven ou Der Freischütz (1821) de Weber.

## Formations

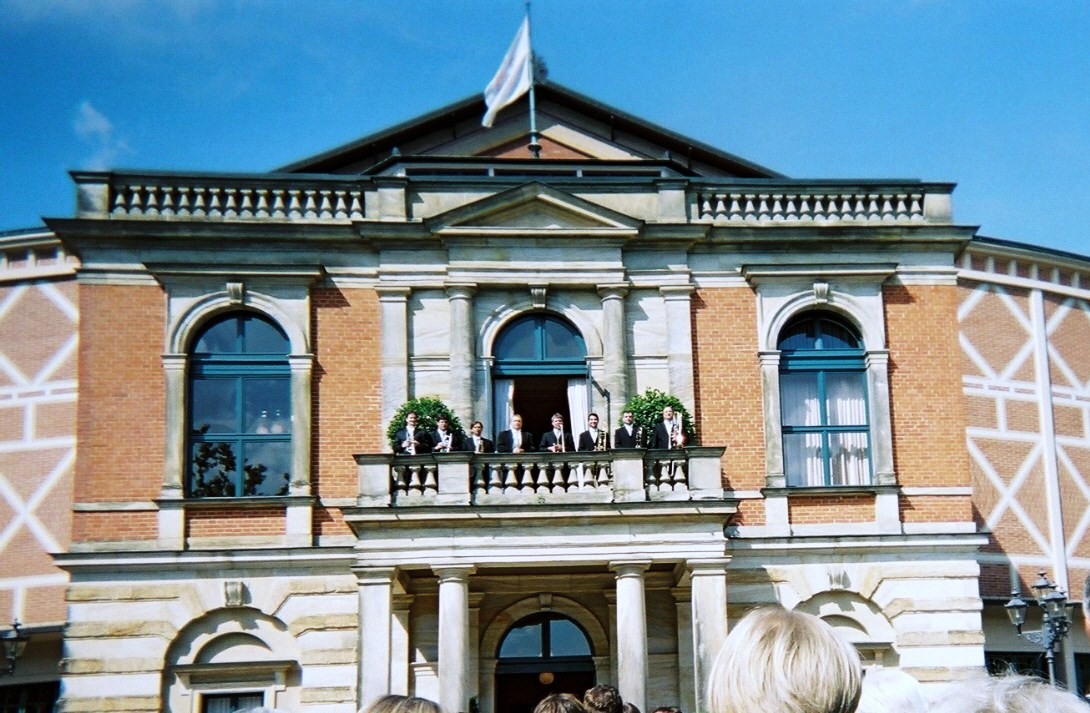
Annonce de l'ouverture du festival 2004 par les cuivres de l'orchestre.

Le Festival dispose d’un chœur et d'un orchestre spécialement constitués, qui assurent toutes les représentations.

### Orchestre
L’Orchestre du Festival de Bayreuth (Orchester der Bayreuther Festspiele) est composé de membres des grands orchestres de l’espace germanophone ; il est renouvelé progressivement chaque année.

### Chœur
Le Chœur du Festival de Bayreuth (Chor der Bayreuther Festspiele) fut constitué dans sa structure actuelle en 1951. Il est renouvelé de la même manière que l’orchestre.
Sur le conseil d’Herbert von Karajan, Wieland Wagner, directeur du festival en 1951, confia le recrutement et la préparation des chœurs à Wilhelm Pitz. Pitz en fit rapidement l’un des meilleurs chœurs d’opéras du monde, à tel point que le producteur Walter Legge l’engagea pour diriger son Philharmonia Chorus.
Après le départ à la retraite de Pitz en 1971, Norbert Balatsch, maître des chœurs à l’Opéra d’État de Vienne, lui succède l'année suivante.
Les chœurs sont récompensés d'un International Opera Award en 2014.

## Usages
Le Festival peut se permettre d’adapter le déroulement de ses représentations à la durée des opéras de Wagner. Ainsi les spectacles commencent en milieu d’après-midi et sont entrecoupés par des entractes d’une heure, qui permettent au public de prendre une collation au restaurant du Festival ou sur la Colline (la Bratwurst est de rigueur), et aux chanteurs de reposer leur voix. Ce dernier point est particulièrement important, car le talent d’un chanteur wagnérien consiste également à « tenir la distance » ; par exemple, bien des Sachs arrivent épuisés à l’acte III des Maîtres Chanteurs, qui leur réserve pourtant deux morceaux de bravoure.
Le public est rappelé après chaque entracte par une fanfare  composée des cuivres de l’orchestre, qui joue l'arrangement d’un leitmotiv de l'acte annoncé sur le balcon surmontant le portique. Le motif est joué une fois quinze minutes avant la reprise, deux fois dix minutes avant, et trois fois cinq minutes avant, avec une variation après la dernière.